# Borne (województwo zachodniopomorskie)
Borne (niem. Born) – wieś sołecka w Polsce położona w województwie zachodniopomorskim, w powiecie drawskim, w gminie Drawsko Pomorskie. 
W roku 2007 wieś liczyła 98 mieszkańców, a 31 grudnia 2017 99.
Osady wchodzące w skład sołectwa: Jutrosin, Kolno.

## Geografia
Wieś leży ok. 3,5 km na południowy zachód od Ostrowic, przy drodze wojewódzkiej nr 173, między Ostrowicami a miejscowością Dołgie, ok. 600 m na zachód od jeziora Ostrowiec. Na południe od wsi wybitne wzniesienie o nazwie Miejska Górka (niem. Stadt Berg; 162 m n.p.m.) - punkt widokowy.

## Historia
W 1821 własność szlachecka objęta sądownictwem patrymonialnym, w której znajdowało się 20 domów mieszkalnych i 1 młyn wodny. Wieś zamieszkiwało 180 mieszkańców, a miejscowy kościół był filią parafii w Dołgiem. Najbliższa poczta oraz sąd grodzki znajdował się w Drawsku Pomorskim. Rekruci z miejscowości odbywali służbę w 3 batalionie 9 pułku Landwehry.
W 1856 miejscowość liczyła 248 mieszkańców.
16 października 1909 nastąpiło przekształcenie obszaru dworskiego Borne w gminę wiejską Borne.
W 1910 miejscowość liczyła 279 mieszkańców, w 1925 - 309, w 1933 - 328, a w 1939 - 297. W 1925 powierzchnia gminy, obejmującej także Jutrosin i Kolno, wynosiła 10,4 km², a we wsi odnotowano 73 budynki mieszkalne. W tym czasie Borne należało do obwodu, urzędu stanu cywilnego i parafii ewangelickiej w Dołgiem, natomiast właściwy urząd katastralny, skarbowy oraz sąd znajdowały się w Drawsku Pomorskim. 30 września 1928 do gminy Borne włączono obszar dworski Dołgie.
W latach 1975–1998 miejscowość administracyjnie należała do województwa koszalińskiego. Do 31 grudnia 2018 r. wieś należała do zlikwidowanej gminy Ostrowice. 
5 lipca 2018 mieszkańcy sołectwa w konsultacjach społecznych w większości (10 osób przy jednej osobie wstrzymującej się od głosu) poparli projekt zniesienia gminy Ostrowice.

## Zabytki
Do wojewódzkiego rejestru zabytków wpisany jest:
- dworski park krajobrazowo-romantyczny z drugiej ćwierci XIX wieku, pozostałość po dworze; rosną tu m.in. dęby piramidalne, morwy, a dąb szypułkowy na skraju parku mierzy w obwodzie 540 cm[18].

inne zabytki:
- kościół filialny pw. św. Maksymiliana Marii Kolbego, neoromański z końca XIX wieku, rzymskokatolicki należący do parafii pw. Niepokalanego Poczęcia Najświętszej Maryi Panny w Ostrowicach, dekanatu Drawsko Pomorskie, diecezji koszalińsko-kołobrzeskiej, metropolii szczecińsko-kamieńskiej. Pierwszy kościół powstał w tym miejscu w latach 1614–1645. Obiekt salowy z półkolistą absydą, z nadbudowaną od zachodu wieżyczką sygnaturki. Z oryginalnego wyposażenia pozostała ośmioboczna kropielnica. Na stojącej na placu przykościelnym dzwonnicy znajduje się dzwon spiżowy, neobarokowy z 1881 r.[19]
- zabytkowy cmentarz rodowy dawnych właścicieli majątku z połowy XIX wieku z zachowanym drzewostanem
- cmentarz na wschód od przystanku Borne-Kolonia.